# Atlas (blago)
Atlas je tkanina z izrazitejšim videzom v smeri votka in osnove. Atlas je znan zaradi gladkosti, enakomernosti in sijaja. Najbolj znani tkanini te vrste sta satin in damast. Izvira iz Italije, kjer izdelujejo najlepše tkanine. 
Bombažni atlas se uporablja za podloge in halje, atlas iz naravne ali umetne svile pa za ženske obleke in perilo.